# Liste d'œuvres d'art public dans l'Aube
Cet article vise à recenser les œuvres d'art dans l'espace public situées dans le département de l'Aube, en France.

## Liste
Les œuvres sont classées par ordre alphabétique de communes et, au sein de celles-ci, par ordre chronologique d'installation, dans la mesure des informations disponibles.

### Sculpture
| Œuvre                                      | Auteur                               | Commune            | Localisation                     | Notes | Installation | Coordonnées                      | Illustration |
| ------------------------------------------ | ------------------------------------ | ------------------ | -------------------------------- | --- | ------------ | -------------------------------- | --- |
| Statue de Georges Jacques Danton           | Léon-Eugène Longepied                | Arcis-sur-Aube     | Sur la place de la République    | Représente Georges Jacques Danton. | 1888         | 48° 32′ 10″ nord, 4° 08′ 32″ est | Georges Danton |
| Statue de Napoléon                         | Louis Rochet                         | Brienne-le-Château | Devant la mairie                 | Inscrit MH (1995) | 1855         | 48° 31′ 14″ nord, 4° 34′ 54″ est | Statue de Napoléon |
| L'Eau                                      | Klaus Rinke                          | Lusigny-sur-Barse  | À déterminer                     | | 1986         | 48° 17′ 01″ nord, 4° 18′ 37″ est | Image manquante |
| Monument à Paul de Chomedey de Maisonneuve | À déterminer                         | Neuville-sur-Vanne | À déterminer                     | Représente Paul de Chomedey de Maisonneuve. | À déterminer | 48° 15′ 22″ nord, 3° 46′ 44″ est | Image manquante |
| Monument à l'amitié franco-allemande       | William Noblet                       | Nogent-sur-Seine   | Dans le square de l'Amitié       | | À déterminer | 48° 29′ 40″ nord, 3° 29′ 57″ est | Image manquante |
| Le Sport                                   | Georges-Armand Favaudon              | Romilly-sur-Seine  | Dans le square des Cités-Unies   | | À déterminer | 48° 31′ 06″ nord, 3° 43′ 31″ est | Le Sport |
| L'Architecture                             | Antonin Carlès                       | Troyes             | Dans la cour de l'hôtel de ville | | 1937         | 48° 17′ 52″ nord, 4° 04′ 25″ est | L'Architecture |
| Buste d'Alfred Boucher                     | Jacques Vignot                       | Troyes             | Jardin du Rocher                 | Représente Alfred Boucher. | À déterminer | à géolocaliser                   | Buste d'Alfred Boucher |
| Le Chanteur florentin                      | Paul Dubois                          | Troyes             | Sur la place Saint-Nizier        | | À déterminer | 48° 18′ 08″ nord, 4° 04′ 58″ est | Le Chanteur florentin |
| Cœur de Troyes                             | Michèle Caillaud et Thierry Caillaud | Troyes             | Sur le quai Dampierre            | | 2013         | 48° 17′ 59″ nord, 4° 04′ 36″ est | Image manquante |
| David tendant la fronde                    | Jean-Marie Bonnassieux               | Troyes             | À déterminer                     | Représente David. | 1877         | 48° 18′ 04″ nord, 4° 04′ 51″ est | David tendant la fronde |
| Écrit dans le cœur des objets              | Lawrence Weiner                      | Troyes             | Médiathèque du Grand Troyes      | | 2002         | 48° 18′ 04″ nord, 4° 04′ 21″ est | Image manquante |
| Buste de Robert Galley                     | Didier Rousseau-Navarre              | Troyes             | Sur la place de la Libération    | Représente Robert Galley. | À déterminer | à géolocaliser                   | Image manquante |
| L'Harmonie                                 | Louis Convers                        | Troyes             | Jardin du Beffroi                | | À déterminer | à géolocaliser                   | L'Harmonie |
| Idyle                                      | Joseph Marius Ramus                  | Troyes             | Sur la place du Maréchal-Foch    | | 2011         | 48° 17′ 49″ nord, 4° 04′ 30″ est | Image manquante |
| L'Inspiration                              | Louis Convers                        | Troyes             | Jardin de la Vallée Suisse       | | À déterminer | 48° 17′ 55″ nord, 4° 04′ 13″ est | L'Inspiration |
| La jeune fille qui donne un baiser         | Sjer Jacobs                          | Troyes             | 24 quai Dampierre                | | 2012         | 48° 17′ 56″ nord, 4° 04′ 40″ est | Image manquante |
| Buste du père Lafra                        | À déterminer                         | Troyes             | Jardin du Beffroi                | | À déterminer | à géolocaliser                   | Image manquante |
| Buste d'Adolphe de Launay,                 | Auguste Suchetet                     | Troyes             | Jardin du Beffroi                | Représente Adolphe de Launay. L'agriculteur avec sa charrette devant le piédestal et le buste original de 1930 sont fondus sous le régime de Vichy, dans le cadre de la mobilisation des métaux non ferreux. | À déterminer | 48° 17′ 47″ nord, 4° 04′ 02″ est | Buste d'Adolphe de Launay |
| Lili, la dame au chapeau                   | András Lapis (hu)                    | Troyes             | Sur la place de la Libération    | | 2012         | 48° 17′ 54″ nord, 4° 04′ 43″ est | Image manquante |
| Buste de Louis Mony,                       | Alfred Boucher                       | Troyes             | Jardin de Chevreuse              | Représente Louis Mony. L'allégorie de la Vérité devant le piédestal et le buste original sont fondus sous le régime de Vichy, dans le cadre de la mobilisation des métaux non ferreux.                       | À déterminer | 48° 17′ 48″ nord, 4° 04′ 01″ est | Buste de Louis Mony |
| Oreste réfugié à l'autel de Pallas         | Pierre-Charles Simart                | Troyes             | Sur la place Saint-Nizier        | | À déterminer | 48° 18′ 07″ nord, 4° 04′ 58″ est | Oreste |
| Buste de Louis Hector Pron,                | Désiré Briden                        | Troyes             | Jardin de Chevreuse              | Représente Louis Hector Pron. L'original en bronze est fondu sous le régime de Vichy, dans le cadre de la mobilisation des métaux non ferreux.                                                               | 2005         | à géolocaliser                   | Buste de Louis Hector Pron« Monument à Hector Pron, peintre de paysages à Troyes », sur À nos grands hommes,« Monument à Hector Pron, peintre de paysages à Troyes », sur e-monumen |
| Monument à Rachi                           | Raymond Moretti                      | Troyes             | Rue Louis-Mony                   | | À déterminer | 8° 18′ 01″ nord, 4° 04′ 29″ est  | Image manquante |

### Monuments aux morts
| Œuvre                                                         | Auteur                                 | Commune                   | Localisation                                                               | Notes                    | Installation | Coordonnées                      | Illustration |
| ------------------------------------------------------------- | -------------------------------------- | ------------------------- | -------------------------------------------------------------------------- | ------------------------ | ------------ | -------------------------------- | --- |
| Poilu au repos (monument aux morts)                           | Copie d'après Étienne Camus            | Amance                    | Au bord de la RD 443                                                       |                          | 1927         | à géolocaliser                   | Image manquante |
| Monument aux morts                                            | Éric de Nussy (d)                      | Auxon                     | À déterminer                                                               |                          | À déterminer | à géolocaliser                   | Monument aux morts |
| La Résistance (monument aux morts)                            | Copie d'après Charles-Henri Pourquet   | Bar-sur-Aube              | À déterminer                                                               |                          | À déterminer | à géolocaliser                   | Image manquante |
| Monument aux morts                                            | Copie d'après Pierre Lorenzi           | Barberey-Saint-Sulpice    | À déterminer                                                               |                          | À déterminer | à géolocaliser                   | Monument aux morts |
| Monument aux morts                                            | Prosper Lecourtier                     | Bouranton                 | À côté de l'église                                                         |                          | 1924         | à géolocaliser                   | Monument aux morts |
| Monument aux morts du 28 août 1944                            | À déterminer                           | Bourguignons              | Au bord de la RN 71                                                        |                          | À déterminer | à géolocaliser                   | Monument aux morts du 28 août 1944                                                                                      |
| La Résistance (monument aux morts)                            | Copie d'après Charles-Henri Pourquet   | Brévonnes                 | À déterminer                                                               |                          | À déterminer | à géolocaliser                   | Image manquante |
| Monument aux morts                                            | À déterminer                           | Brienne-le-Château        | À déterminer                                                               |                          | À déterminer | à géolocaliser                   | Monument aux morts |
| Monument aux morts du 24 août 1944                            | À déterminer                           | Buchères                  | Au lieu-dit « Maisons Blanches »                                           |                          | À déterminer | à géolocaliser                   | Monument aux morts du 24 août 1944                                                                                      |
| Poilu au repos (monument aux morts)                           | Copie d'après Étienne Camus            | Champignol-lez-Mondeville | À déterminer                                                               |                          | 1924         | à géolocaliser                   | Image manquante |
| Poilu au repos (monument aux morts)                           | Copie d'après Étienne Camus            | Champigny-sur-Aube        | À déterminer                                                               |                          | À déterminer | à géolocaliser                   | Poilu au repos (monument aux morts)                                                                                     |
| Statue de Jeanne d'Arc (monument aux morts)                   | À déterminer                           | Chaudrey                  | À déterminer                                                               | Représente Jeanne d'Arc. | À déterminer | à géolocaliser                   | Statue de Jeanne d'Arc (monument aux morts)                                                                             |
| Le Poilu victorieux (monument aux morts)                      | Copie d'après Eugène Bénet             | Chavanges                 | À déterminer                                                               |                          | À déterminer | à géolocaliser                   | Le Poilu victorieux (monument aux morts)                                                                                |
| La Résistance (monument aux morts)                            | Copie d'après Charles-Henri Pourquet   | Chessy-les-Prés           | Près de l'église                                                           |                          | 1924         | à géolocaliser                   | La Résistance (monument aux morts)« Monument aux morts de 14-18, ou La Résistance à Chessy-les-Prés », sur e-monumen    |
| Poilu au repos (monument aux morts)                           | Copie d'après Étienne Camus            | Couvignon                 | À côté de l'église Saint-Martin                                            |                          | À déterminer | à géolocaliser                   | Image manquante |
| Monument aux martyrs de Creney                                | À déterminer                           | Creney-près-Troyes        | Allée des martyrs des 22 février et 22 août 1944, près du champ de tir     |                          | À déterminer | à géolocaliser                   | Image manquante |
| Monument aux morts                                            | À déterminer                           | Cunfin                    | À déterminer                                                               |                          | À déterminer | à géolocaliser                   | Monument aux morts |
| La Victoire en chantant (monument aux morts)                  | Copie d'après Charles Édouard Richefeu | Estissac                  | À déterminer                                                               |                          | 1923         | à géolocaliser                   | Image manquante |
| Monument aux morts                                            | À déterminer                           | Fontaine-les-Grès         | À déterminer                                                               |                          | À déterminer | à géolocaliser                   | Monument aux morts |
| Monument aux morts                                            | À déterminer                           | Fontaine-Mâcon            | À déterminer                                                               |                          | À déterminer | à géolocaliser                   | Monument aux morts |
| Monument aux morts                                            | À déterminer                           | Fouchères                 | À déterminer                                                               |                          | À déterminer | à géolocaliser                   | Monument aux morts |
| Monument aux morts                                            | À déterminer                           | Gélannes                  | À déterminer                                                               |                          | À déterminer | à géolocaliser                   | Monument aux morts |
| Poilu au repos (monument aux morts)                           | Copie d'après Étienne Camus            | Juzanvigny                | À déterminer                                                               |                          | À déterminer | à géolocaliser                   | Image manquante |
| Monument aux morts                                            | À déterminer                           | La Ville-aux-Bois         | À déterminer                                                               |                          | À déterminer | à géolocaliser                   | Monument aux morts |
| Monument aux résistants fusillés                              | À déterminer                           | Laines-aux-Bois           | À déterminer                                                               |                          | À déterminer | à géolocaliser                   | Monument aux résistants fusillés                                                                                        |
| Monument aux morts                                            | À déterminer                           | Landreville               | À déterminer                                                               |                          | À déterminer | à géolocaliser                   | Monument aux morts |
| Poilu au repos (monument aux morts)                           | Copie d'après Étienne Camus            | Loches-sur-Ource          | Sur la place saint Pierre et saint Paul, À côté de l'église                |                          | À déterminer | à géolocaliser                   | Image manquante |
| La Victoire en chantant (monument aux morts)                  | Copie d'après Charles Édouard Richefeu | Lusigny-sur-Barse         | Rue Georges Clemenceau (RD 1), en face de la mairie                        |                          | À déterminer | 48° 15′ 17″ nord, 4° 16′ 06″ est | Monument aux morts de Lusigny-sur-Barse                                                                                 |
| Monument aux morts                                            | À déterminer                           | Marigny-le-Châtel         | À déterminer                                                               |                          | À déterminer | à géolocaliser                   | Monument aux morts |
| Poilu au repos (monument aux morts)                           | Copie d'après Étienne Camus            | Merrey-sur-Arce           | Dans le cimetière                                                          |                          | À déterminer | à géolocaliser                   | Image manquante |
| On ne passe pas (d) (monument aux morts)                      | Copie d'après Eugène Piron             | Messon                    | À déterminer                                                               |                          | À déterminer | à géolocaliser                   | Image manquante |
| Le Poilu victorieux (monument aux morts)                      | Copie d'après Eugène Bénet             | Moussey                   | À déterminer                                                               |                          | À déterminer | à géolocaliser                   | Le Poilu victorieux (monument aux morts)                                                                                |
| Monument aux morts                                            | À déterminer                           | Nogent-sur-Seine          | À déterminer                                                               |                          | À déterminer | à géolocaliser                   | Monument aux morts |
| La Victoire en chantant (monument aux morts)                  | Copie d'après Charles Édouard Richefeu | Payns                     | Intersection de la RD 20 et de l'avenue de la Gare                         |                          | À déterminer | à géolocaliser                   | Image manquante |
| Monument aux morts                                            | À déterminer                           | Pel-et-Der                | À déterminer                                                               |                          | À déterminer | à géolocaliser                   | Monument aux morts |
| Le Poilu victorieux (monument aux morts)                      | Copie d'après Eugène Bénet             | Piney                     | À déterminer                                                               |                          | À déterminer | à géolocaliser                   | Le Poilu victorieux (monument aux morts)                                                                                |
| Monument aux morts                                            | À déterminer                           | Proverville               | À déterminer                                                               |                          | À déterminer | à géolocaliser                   | Image manquante |
| Monument aux morts                                            | À déterminer                           | Rigny-le-Ferron           | À déterminer                                                               |                          | À déterminer | à géolocaliser                   | Monument aux morts |
| Le Poilu victorieux (monument aux morts)                      | Copie d'après Eugène Bénet             | Rosnay-l'Hôpital          | À déterminer                                                               |                          | À déterminer | à géolocaliser                   | Image manquante |
| Monument aux morts                                            | À déterminer                           | Romilly-sur-Seine         | À déterminer                                                               |                          | 1927         | à géolocaliser                   | Monument aux morts |
| Poilu au repos (monument aux morts)                           | Copie d'après Étienne Camus            | Saint-Flavy               | À déterminer                                                               |                          | À déterminer | à géolocaliser                   | Poilu au repos (monument aux morts)                                                                                     |
| Poilu enveloppé dans les plis du drapeau (monument aux morts) | Copie d'après Charles-Henri Pourquet   | Saint-Julien-les-Villas   | À déterminer                                                               |                          | À déterminer | à géolocaliser                   | Image manquante |
| Monument aux morts                                            | À déterminer                           | Sainte-Savine             | À déterminer                                                               |                          | À déterminer | à géolocaliser                   | Image manquante |
| Buste de poilu (monument aux morts)                           | Copie d'après Eugène Bénet             | Semoine                   | À déterminer                                                               |                          | À déterminer | à géolocaliser                   | Image manquante |
| Poilu au repos (monument aux morts)                           | Copie d'après Étienne Camus            | Soulaines-Dhuys           | À côté de l'église                                                         |                          | À déterminer | à géolocaliser                   | Poilu au repos (monument aux morts)                                                                                     |
| Monument des Enfants de l'Aube (monument aux morts de 1870)   | Désiré Briden et Alfred Boucher        | Troyes                    | En face de la gare                                                         |                          | À déterminer | 48° 17′ 47″ nord, 4° 04′ 01″ est | Monument des Enfants de l'Aube                                                                                          |
| Poilu au repos (monument aux morts)                           | Copie d'après Étienne Camus            | Villacerf                 | Intersection de la rue du général Leclerc (RD 78) et du chemin du monument |                          | À déterminer | à géolocaliser                   | Image manquante |
| Poilu au repos (monument aux morts)                           | Copie d'après Étienne Camus            | Ville-sur-Terre           | À déterminer                                                               |                          | À déterminer | à géolocaliser                   | Poilu au repos (monument aux morts)                                                                                     |
| Poilu au repos (monument aux morts)                           | Copie d'après Étienne Camus            | Villemoyenne              | À déterminer                                                               |                          | À déterminer | à géolocaliser                   | Image manquante |
| Poilu au repos (monument aux morts)                           | Copie d'après Étienne Camus            | Villeneuve-au-Chemin      | Intersection de la rue de l'église et de la RN 77                          |                          | À déterminer | à géolocaliser                   | Poilu au repos (monument aux morts)« Poilu au repos – Monument aux morts 14-18 à Villeneuve-au-Chemin] », sur e-monumen |

### Fontaines
| Œuvre            | Auteur           | Commune | Localisation                  | Notes | Installation | Coordonnées                      | Illustration     |
| ---------------- | ---------------- | ------- | ----------------------------- | --- | ------------ | -------------------------------- | ---------------- |
| Fontaine Argence | Mathurin Moreau  | Troyes  | Sur la place Jean-Moulin      | | 1897         | 48° 17′ 58″ nord, 4° 04′ 23″ est | Fontaine Argence |
| Le Rapt,         | Auguste Suchetet | Troyes  | Sur la place de la Libération | L'originale en bronze de 1911 est fondue en 1942, dans le cadre de la mobilisation des métaux non ferreux. | 1949         | 48° 17′ 53″ nord, 4° 04′ 42″ est | Le Rapt          |

### Œuvres disparues ou retirées
| Œuvre                                | Auteur        | Commune | Localisation                                                                          | Notes | Installation | Coordonnées    | Illustration |
| ------------------------------------ | ------------- | ------- | ------------------------------------------------------------------------------------- | --- | ------------ | -------------- | --- |
| Buste de la République               | Désiré Briden | Troyes  | Sur la façade de la préfecture                                                        | Fondu sous le régime de Vichy, dans le cadre de la mobilisation des métaux non ferreux. Une horloge est installée[Quand ?] à sa place. | 1899         | à géolocaliser | Image manquante |
| Monument aux Bienfaiteurs de l'Aube, | Désiré Briden | Troyes  | Devant la gare, sur la place de la Bonneterie, renommé place Jean-Jaurès par la suite | Fondu sous le régime de Vichy, dans le cadre de la mobilisation des métaux non ferreux. Le piédestal resté vide est détruit en 1969.   | 1900         | à géolocaliser | Monument aux Bienfaiteurs de l'Aube« Monument aux Bienfaiteurs de l'Aube à Troyes », sur À nos grands hommes,« Monument aux Bienfaiteurs de l'Aube à Troyes », sur e-monumen |
| Le vin,                              | Désiré Briden | Troyes  | Jardin de Chevreuse                                                                   | Fondue sous le régime de Vichy, dans le cadre de la mobilisation des métaux non ferreux.                                               | 1903         | à géolocaliser | Image manquante |